# Nagykörű, Jász-Nagykun-Szolnok
Nagykörű  este un sat în districtul Szolnok, județul Jász-Nagykun-Szolnok, Ungaria, având o populație de 1.641 de locuitori (2011). 

## Demografie
Componența etnică a satului Nagykörű
     Maghiari (85,82%)
     Romi (12,88%)
     Necunoscut (0,51%)
     Alții (0,79%)
Componența confesională a satului Nagykörű
     Romano-catolici (43,69%)
     Fără religie (30,41%)
     Reformați (5,3%)
     Atei (3,6%)
     Necunoscută (16,27%)
     Luterani (0,73%)
     Alte religii (0,79%)
Conform recensământului din 2011, satul Nagykörű avea 1.641 de locuitori. Din punct de vedere etnic, majoritatea locuitorilor (85,82%) erau maghiari, cu o minoritate de romi (12,88%). Apartenența etnică nu este cunoscută în cazul a 0,51% din locuitori. Nu există o religie majoritară, locuitorii fiind romano-catolici (43,69%), persoane fără religie (30,41%), reformați (5,3%) și atei (3,6%). Pentru 16,27% din locuitori nu este cunoscută apartenența confesională.